# Centro Específico de Formação e Aperfeiçoamento do Magistério
Centro Específico de Formação e Aperfeiçoamento do Magistério (CEFAM) foi um centro de formação do magistério que surgiu para substituir os antigos magistérios e os normais, tinha uma visão diferenciada sobre a formação educacional. O curso funcionava em período integral, com duração de quatro anos em vários municípios do estado de São Paulo.
Para ingressar era necessário superar um exame (vestibulinho) e uma entrevista, os candidatos aprovados, além de ter uma formação profissional, recebiam uma bolsa de estudos no valor de um salário mínimo. Já extinta esta escola formou sua última turma no ano de 2005.